# سول كيونغ غو
سول كيونغ غو (بالكورية: 설경구)‏ هو ممثل كوري جنوبي ولد في 1 مايو 1967، قام بدور البطولة في فيلم أمل إنتاج 2013.

## الأعمال

### أفلام
| السنة | العنوان             | الدور        |
| ----- | ------------------- | ------------ |
| 2009  | موجة مد و جزر       | تشوي مان سيك |
| 2013  | أمل                 | إيم دونغ هون |
| 2017  | مذكرات قاتل         | بيونغ سو     |
| 2022  | ياكشا: عمليات وحشية | كانغ إن      |

### مسلسلات
| السنة | العنوان       | الدور        |
| ----- | ------------- | ------------ |
| 2024  | عاصفة التغيير | بارك دونغ هو |
| 2025  | سكين مفرطة    | تشوي دوك هي  |

## وصلات خارجية
- سيول جيونغ غو على موقع IMDb (الإنجليزية)
- سيول جيونغ غو على موقع ألو سيني (الفرنسية)
- سيول جيونغ غو على موقع ألو سيني (الفرنسية)
- سيول جيونغ غو على موقع ألو سيني (الفرنسية)
- سيول جيونغ غو على موقع أول موفي (الإنجليزية)
- سيول جيونغ غو على موقع أول موفي (الإنجليزية)
- سيول جيونغ غو على موقع قاعدة بيانات الفيلم (الإنجليزية)
- سيول جيونغ غو على موقع كينوبويسك (الروسية)